# Das Ende (Lost)
Das Ende (Originaltitel The End) ist das Serienfinale der US-amerikanischen Fernsehserie Lost und besteht aus der 17. und 18. Episode der sechsten Staffel bzw. der 120. und 121. Folge insgesamt. Sie liefen zuerst im östlichen Teil Amerikas und wurde dann zeitgleich im westlichen Teil und acht anderen Ländern ausgestrahlt.
Das Drehbuch zum Finale wurde vom Mitschöpfer/Executive Producer Damon Lindelof und dem Executive Producer Carlton Cuse geschrieben. Der Regisseur war Jack Bender. Im Gegensatz zu vorherigen Staffelfinals, welche inklusive Werbung zwei Stunden lang waren, wurde das Serienfinale um eine halbe Stunde verlängert, somit auf eine Gesamtlaufzeit von zweieinhalb Stunden. Die Ausstrahlung begann um 21:00 Uhr EDT, wobei zuvor ein zweistündiger Rückblick auf die vergangenen sechs Staffeln unter dem Titel Lost: The Final Journey bereits um 19:00 Uhr lief. Das Serienfinale sahen 13,5 Millionen Menschen in den Vereinigten Staaten. Es erhielt überwiegend positive Kritiken.
In der Episode beginnt der „Mann in Schwarz“ (Terry O’Quinn) seinen Plan zur Zerstörung der Insel in die Tat umzusetzen, während Jack Shephard (Matthew Fox) versucht, ihn ein für alle Mal aufzuhalten. Währenddessen werden die Flash-Sideways („Seitwärtsblenden“) der sechsten Staffel aufgeklärt.

## Handlung

### 2007
Jack Shephard, Kate Austen und Hugo „Hurley“ Reyes machen sich auf den Weg zum Herzen der Insel, während James „Sawyer“ Ford Desmond Hume folgt, der in einen Brunnen geworfen wurde. Als er dort ankommt, trifft Sawyer auf Ben Linus und den „Mann in Schwarz“, der von seinem Plan erzählt, die Insel zu zerstören. Sawyer stiehlt daraufhin Bens Gewehr und schließt sich wieder Jacks Gruppe an. Jack erzählt Sawyer, dass er dem „Mann in Schwarz“ entgegentreten werde. Zur selben Zeit wird Desmond von Rose Nadler gerettet und ihr Ehemann Bernard steht dem „Mann in Schwarz“ gegenüber. Dieser droht, Rose und Bernard zu töten, wenn Desmond nicht mit ihm komme. Desmond stimmt dieser Forderung zu, wenn er das Paar unversehrt lasse. Miles Straume findet den nicht mehr ewig jung bleibenden Richard Alpert im Dschungel und sie machen sich auf den Weg, um das Ajira-Flugzeug zu zerstören, damit der „Mann in Schwarz“ nicht von der Insel entkommen kann. Nebenbei retten sie Frank Lapidus, der den Untergang des U-Boots überlebt hat und entscheiden sich letztendlich, die Insel mit dem Flugzeug zu verlassen.
Auf dem Marsch zum Herzen der Insel trifft Jacks Gruppe auf die des „Mannes in Schwarz“. Jack macht dem „Mann in Schwarz“ klar, dass er ihn töten wird und zusammen mit Desmond gehen sie zum Herz der Insel. Jack glaubt, dass Desmond den „Mann in Schwarz“ töten kann, da er vermutet, dass Jacob ihn als Waffe und nicht als Köder auf die Insel gebracht hat. Desmond erzählt Jack, dass die Zerstörung der Insel und das Töten des „Mannes in Schwarz“ keine Bedeutung hat, da er hinunter zum Herzen der Insel steigt und dann an einen anderen Ort verschwindet. Jack und der „Mann in Schwarz“ lassen Desmond zum Herzen der Insel hinab und er entdeckt einen Raum, in dem ein strahlender Teich mit einem länglichen Stein in der Mitte ist. Immun gegenüber der elektromagnetischen Energie des Teichs, schafft es Desmond, den riesigen Steinstopfen zu entfernen. Daraufhin erlischt das Licht und der Teich trocknet aus, welches zur Zerstörung der Insel führt, wie vom „Mann in Schwarz“ vorausgesagt. Eine Folge von Desmonds Tat ist ein unvorhersehbarer Nebeneffekt, der den „Mann in Schwarz“ wieder sterblich macht. Während eines Kampfes sticht der „Mann in Schwarz“ Jack mit einem Messer in dieselbe Stelle, an der zuvor sein Blinddarm herausgenommen wurde. Kurz vor dem endgültigen Todesstoß schießt Kate den „Mann in Schwarz“ in den Rücken, was Jack erlaubt ihn von der Klippe, in seinen sicheren Tod, zu treten. Die Insel zerfällt weiterhin und Jack weiß, dass er das Licht an der Quelle wieder entfachen muss. Er fordert Kate auf, Claire Littleton an Bord des Flugzeugs zu bringen und die Insel zu verlassen, falls er es nicht schaffen sollte. Beide erklären noch einmal, dass sie sich lieben und Kate macht sich mit Sawyer auf den Weg, während Hurley und Ben Jack zurück zum Teich folgen.
Kate und Sawyer reisen mit Desmonds Boot, der Elizabeth, zurück zur Hydra-Insel, an die Stelle des Ajira-Flugzeugs, an der Lapidus, Richard und Miles es versuchen wieder flugtüchtig zu machen. Kate überzeugt Claire, dass sie ihr bei dem Aufziehen von Aaron helfen kann und zusammen gehen sie zum Flugzeug. Nachdem Kate, Sawyer und Claire an Bord gekommen sind, schafft es der Pilot Lapidus von der Insel abzuheben. Jack führt Hurley und Ben zurück zum Herzen der Insel und Jack überzeugt einen emotionalen Hurley die Rolle des Inselbeschützers zu übernehmen, da Hurley schon immer der Anführer sein sollte. Hurley und Ben lassen Jack zum ausgetrockneten Teich herunter, in dem er den fast bewusstlosen Desmond rettet. Jack schafft es das Licht wieder zu entfachen, indem er den Steinstopfen austauscht und er wird daraufhin von Licht umgeben und verschluckt. Hurley, in der Rolle des neuen Beschützers der Insel, weiß nicht, was er machen soll. Ben rät ihm, Desmond zu helfen nach Hause zu kommen und merkt an, dass es vielleicht bessere Wege gebe die Insel zu beschützen, als es Jacob getan hat, seit dem Menschen die Insel nicht mehr verlassen können. Hurley bittet ihn um Hilfe und Ben fühlt sich geehrt. Jack erwacht im Dschungel neben einem Bach und geht in Richtung der Stelle im Bambuswald, an dem er zum ersten Mal, nach dem Absturz von Oceanic 815, auf der Insel erwacht ist. Nachdem Jack auf den Boden zusammenbricht, kommt der Hund Vincent und legt sich neben ihn. Jack blickt glücklich Richtung Himmel, während das Ajira-Flugzeug über ihn und fort von der Insel fliegt. Er schließt langsam seine Augen während er stirbt, welche die erste Szene der Serie in der Pilotfolge nachahmt, die eine Großaufnahme von Jacks öffnenden Auge ist, während er regungslos auf dem Boden liegt.

### Flash-Sideways
In der alternativen Zeitschiene sammelt Desmond viele Inselbewohner bei einem Benefizkonzert von Daniel Widmore und der Band DriveShaft. Einer nach dem anderen beginnt sich untereinander wieder zu erkennen, entweder durch direkten Kontakt zueinander oder über ein Objekt, welches während der Zeit auf der Insel wichtig war. Letztendlich erinnern sich die meisten an ihr vorheriges Leben und gehen zu der Kirche, in der die Trauerfeier für Jacks Vater stattfinden sollte. John Locke hat nach der Operation durch Jack wieder Gefühl in seinen Beinen. Er trifft Ben außerhalb der Kirche und vergibt ihm, dass er ihn getötet hat. Ben trifft dann Hurley, der sagt, dass alle bereits drinnen sind und ermuntert ihn mitzukommen, doch Ben entscheidet sich, draußen zu bleiben. Als Hurley zurück in die Kirche geht, sagt er zu Ben, dass er eine richtig gute Nummer zwei gewesen sei…. Ben antwortet darauf, dass dieser eine großartige Nummer eins gewesen sei, verweisend auf ihre gemeinsame Zeit auf der Insel nach Jacks Tod. Kate kommt mit Jack an und sie rät ihm, den Hintereingang der Kirche zu nehmen, wo er den Sarg seines Vaters sieht. Der Sarg dient als Katalysator für Jacks Erinnerungen, nachdem er sich weigerte, den Flashbacks („Rückblenden“) zu glauben, die er nach dem Kontakt mit Locke und Kate bekam. Jack öffnet den Sarg und findet diesen leer vor. Christian Shephard erscheint daraufhin hinter ihm. Jack beginnt zu verstehen, dass er ebenfalls tot ist (siehe auch Leben nach dem Tod). Nach einer emotionalen Umarmung versichert Christian ihm, dass die Ereignisse, die bis zu diesem Zeitpunkt passiert sind, real gewesen seien und die Zeit, die er mit den Menschen auf der Insel verbrachte, die „wichtigste Zeit“ seines Lebens gewesen sei. Er erklärt Jack, dass Zeit keine Bedeutung an diesem Ort habe und sie diesen „erschaffen“ hätten, um „einander zu finden“, unabhängig davon, wann sie gestorben sind, damit sie zusammen „weitergehen“ können. Jack und Christian gehen in die Kirche, um die anderen zu treffen. Sie erkennen einander und erinnern sich an ihr Leben miteinander. Nach einer emotionalen Wiedervereinigung öffnet Christian die Eingangstür und ein helles Licht von draußen taucht langsam alle in der Kirche ein.

## Besetzung und Synchronisation
| Figur               | Darsteller                | Deutscher Sprecher   |
| ------------------- | ------------------------- | -------------------- |
| Bernard Nadler      | Sam Anderson              | Peter Hladik         |
| Sayid Jarrah        | Naveen Andrews            | Tayfun Bademsoy      |
| Rose Nadler         | L. Scott Caldwell         | Regina Lemnitz       |
| Richard Alpert      | Nestor Carbonell          | Oliver Feld          |
| Dr. Pierre Chang    | François Chau             | Uwe Büschken         |
| Desmond Hume        | Henry Ian Cusick          | Markus Pfeiffer      |
| Daniel Faraday      | Jeremy Davies             | Matthias Deutelmoser |
| Claire Littleton    | Emilie de Ravin           | Ilona Brokowski      |
| Ben Linus           | Michael Emerson           | Udo Schenk           |
| Frank Lapidus       | Jeff Fahey                | Oliver Stritzel      |
| Eloise Hawking      | Fionnula Flanagan         | Inken Sommer         |
| Jack Shephard       | Matthew Fox               | Peter Flechtner      |
| Hugo „Hurley“ Reyes | Jorge Garcia              | Gerrit Schmidt-Foß   |
| Shannon Rutherford  | Maggie Grace              | Magdalena Turba      |
| James „Sawyer“ Ford | Josh Holloway             | Johannes Berenz      |
| Jin Kwon            | Daniel Dae Kim            | Cho See-Young        |
| Sun Kwon            | Kim Yunjin                | Mey Lan Chao         |
| Miles Straume       | Ken Leung                 | Alexander Doering    |
| Kate Austen         | Evangeline Lilly          | Ranja Bonalana       |
| Charlotte Lewis     | Rebecca Mader             | Katja Primel         |
| Juliet Burke        | Elizabeth Mitchell        | Andrea Aust          |
| Charlie Pace        | Dominic Monaghan          | Tommy Morgenstern    |
| „Mann in Schwarz“   | Terry O’Quinn             | Ernst Meincke        |
| Boone Carlyle       | Ian Somerhalder           | Ozan Ünal            |
| Christian Shephard  | John Terry (Schauspieler) | Reinhard Kuhnert     |
| Penelope Widmore    | Sonya Walger              | Melanie Hinze        |
| Libby Smith         | Cynthia Watros            | Maud Ackermann       |
| Liam Pace           | Neil Hopkins              | Björn Schalla        |
| David Shephard      | Dylan Minnette            | –                    |
| Oceanic-Lieferant   | John Pyper-Ferguson       | –                    |
| Roadie              | Paul T. Mitri             | –                    |
| Oceanic Vertreter   | Eric Nemoto               | –                    |
| U-Boot Kapitän      | Alan Seabock              | –                    |
| Krankenschwester    | Christina Souza           | –                    |

## Produktion

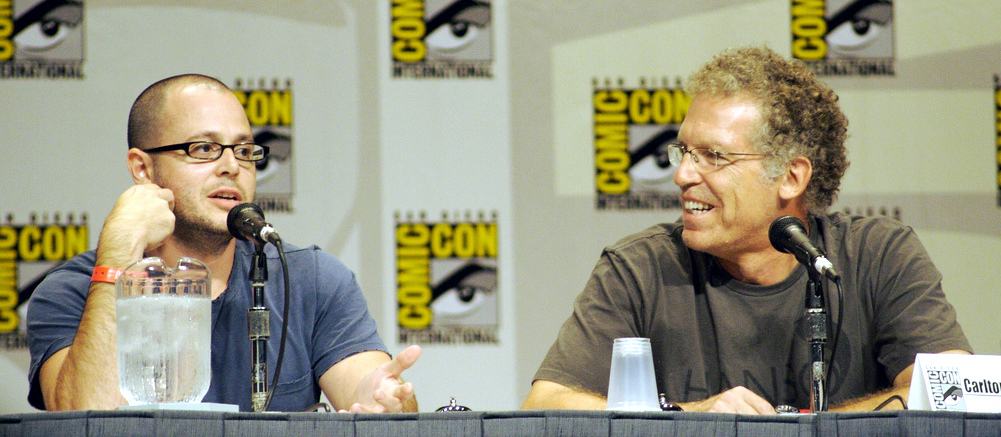
Carlton Cuse und Damon Lindelof bei der Comic-Con 2007

Der Produzent Damon Lindelof gab über seinen Twitter-Account bekannt, dass die Dreharbeiten zum Staffelfinale am 24. April 2010 auf Hawaii abgeschlossen wurden – genau sechs Jahre nach der Fertigstellung der Pilotfolge. In einem Interview zum Finale erzählte Carlton Cuse, dass es eine echte Auflösung bietet, anstatt eines Endes von der Art „Schneekugel, Aufwachen im Bett, es war alles ein Traum, schwarzes Bild“.
Nur Fox’ und O’Quinns Versionen des Drehbuchs erklärten die Sideways-Welt; Lindelof und Cuse erklärten den anderen die Bedeutung der Sideways erst während des Drehs zur Kirchen-Szene. Dies war das letzte Mal, dass alle Darsteller zusammen waren. Sie drückten ihre Zufriedenheit mit dem Finale aus; Daniel Dae Kim sagte: „Wenn man darüber nachdenkt, wie viele Teile die Autoren zusammenfügen mussten, damit alles zusammenpasst, ist es unglaublich und sie haben gute Arbeit geleistet. […] Für mich war es sehr befriedigend. Nachdem ich es gelesen habe, blieb ich fünf oder zehn Minuten sitzen, nur reflektierend und verdauend, weil es definitiv eine Wirkung hat.“
Michael Emerson gab an:

“I have received the finale by degrees. I read the script without the secret scenes, then I read the secret scenes, then I shot the script and each time I’m thinking about 'what does this mean?' When I first read it, the ending wasn’t clear to me – but since then it’s grown more clear and I have to say, grown more satisfying the more I think about it. I expect a mixture of satisfaction and consternation amongst the viewers when it airs. But once they rewatch it, rethink about it and possibly look at the saga again, gradually they will feel like they have just read a good novel — but you have to chew on it for a while.”

„Ich habe das Finale nach und nach erhalten. Ich habe das Drehbuch ohne die geheimen Szenen gelesen, dann habe ich die geheimen Szenen gelesen, dann habe ich gedreht und gedacht 'was hat das zu bedeuten?' Als ich es zum ersten Mal gelesen habe, war mir das Ende nicht klar – doch seitdem wurde es mir bewusster und ich muss sagen, es wird immer befriedigender, je mehr ich darüber nachdenke. Ich erwarte einen Mix aus Zufriedenheit und Verwirrung unter den Zuschauern, wenn es ausgestrahlt wird. Aber sobald sie es noch einmal sehen, darüber nachdenken und vielleicht noch einmal auf die Saga zurückblicken, werden sie allmählich spüren, dass sie gerade einen richtig guten Roman gelesen haben — aber noch etwas an ihm herumkauen müssen.“

Für Nestor Carbonell geht das Finale „rund um jedermanns Vorsätze“. Henry Ian Cusick sagte: „Es gibt so viele soziale Schichten, die sich treffen und über die Show reden, und so viele Probleme, die angesprochen werden und das ist genau das, was das Ende hervorbringen wird. Die Menschen werden wochenlang darüber reden und das ist es, was die Serie schon immer getan hat.“
Nach dem Finale lief eine Sonderausgabe von Jimmy Kimmel Live!, unter dem Titel Jimmy Kimmel Live: Aloha to Lost um 00:05 Uhr, in der drei scherzhafte alternative Enden gezeigt wurden, die Hommagen an Survivor, Die Sopranos und Newhart waren. Lindelof und Cuse gaben bekannt, dass sie nur ein Ende für die Serie gefilmt haben. Die anderen drei waren von Jimmy Kimmel Live! produziert worden. Eine ABC-Quelle ließ verlauten, dass auf der DVD- und Blu-ray-Veröffentlichung der sechsten Staffel zwanzig Minuten zusätzliches Material enthalten sein werden, unter anderem Antworten auf Fragen, die in die – ohnehin schon auf 2,5 Stunden verlängerte – eigentliche Episode nicht auch noch aufgenommen werden konnten.
Alle ehemaligen Hauptdarsteller, die in dem Finale mitspielen (Jeremy Davies, Maggie Grace, Rebecca Mader, Elizabeth Mitchell, Dominic Monaghan, Ian Somerhalder, Cynthia Watros) wurden für diese Folge zur Hauptbesetzung hinzugezählt. Nicht dabei sind Adewale Akinnuoye-Agbaje, Malcolm David Kelley, Harold Perrineau, Jr., Michelle Rodríguez, Kiele Sanchez und Rodrigo Santoro. Ebenfalls wurden die Nebendarsteller Sam Anderson, L. Scott Caldwell, François Chau, Fionnula Flanagan, John Terry und Sonya Walger in der letzten Folge zu Hauptdarstellern befördert.
Obwohl sie in der 12. Episode der sechsten Staffel getötet wurde und nur in der 13. kurz erschien, wurde Zuleikha Robinson für jede Folge als Hauptdarstellerin angegeben. Adewale Akinnuoye-Agbaje lehnte ein Angebot für einen Auftritt wegen Gehaltsunstimmigkeiten ab. Obwohl Carlton Cuse verlauten ließ, dass Malcolm David Kelley auftauchen würde, war er nur in Archivaufnahmen zu sehen.
Der Abspann des Serienfinales lief nicht, wie bei früheren Folgen üblich, in einem Fenster neben ABC-Promotion-Material (meist ein Trailer zur nächsten Lost-Episode), sondern mit Bildern des verlassenen Wracks der Oceanic 815 im Hintergrund. Diese Aufnahmen stammen jedoch nicht von den Produzenten und haben inhaltlich mit dem Finale nichts zu tun. ABC entschied sich eigenständig für dieses Bildmaterial, als ruhigen, nostalgischen Übergang zwischen der letzten Szene und den nachfolgenden Nachrichten.

## Ausstrahlung
Das Finale lief zuerst bei ABC im Osten der Vereinigten Staaten und auf CTV im östlichen Kanada, danach gleichzeitig im Westen der Vereinigten Staaten, im Westen Kanadas, sowie bei Fox in Italien und Portugal, Fox und Cuatro in Spanien, DiziMax in der Türkei, Sky1 im Vereinigten Königreich und Irland und Hot 3 in Israel um 21:00 Uhr PDT am 23. Mai 2010. Wegen des Zeitunterschieds wurde die Folge in Spanien um 6:00 Uhr ausgestrahlt (5:00 Uhr im Vereinigten Königreich) BST. In Irland entschied sich RTÉ Two das Finale am Montag, den 24. Mai um 21:00 Uhr auszustrahlen, anstatt des gewöhnlichen Sendeplatzes am Donnerstag zum Wohle der Fans. ABC verlangte bis zu 900.000 USD für einen 30-sekündigen Werbeclip während der Ausstrahlung am 23. Mai.
In Deutschland lief das Finale am 7. Juli 2010 auf dem Pay-TV-Sender FOX Channel und am 18. November im Free-TV auf Kabel eins.
Die erste amerikanische Ausstrahlung von Das Ende wurde von 13,5 Millionen Zuschauern gesehen, was einem Rating von 5,8 und einem Share von 15 % in der Zielgruppe der 18- bis 49-Jährigen entspricht. Lost war damit die meistgesehene Sendung am Sonntag. Die letzte halbe Stunde wurde von 15,31 Millionen Zuschauern gesehen (6,4 Rating/19 % Share). Mindestens 20,5 Millionen Menschen sahen nach Aussagen von ABC die letzten sechs Minuten. Nach der ersten Ausstrahlung kam das Finale auf den 55. Platz der meistgesehenen Serienfinals in Amerika. Entertainment Weeklys Michael Ausiello bezeichnete die Quoten als „solide, nicht spektakulär“. Obwohl das Finale die meisten Zuschauer seit zwei Jahren hatte, war es immer noch „weit entfernt von rekordbrechend“.
Im Vereinigten Königreich sahen 584.000 Menschen die Episode auf Sky 1 während der Ausstrahlung um 5 Uhr morgens. Bei einer weiteren Ausstrahlung am Abend schalteten weitere 2,5 Millionen Briten ein. In Kanada sahen durchschnittlich über zwei Millionen Zuschauer das Special um 19 Uhr und das zweistündige Finale.
Der erste Teil des Finals auf Kabel eins erreichte um 23:05 Uhr 0,54 Millionen Zuschauer, was einem Marktanteil von 3,5 Prozent entsprach. In der werberelevanten Zielgruppe schalteten 0,26 Millionen Menschen ein (3,7 Prozent Marktanteil). Den zweiten Teil sahen dann nur noch 0,39 Millionen Zuschauer. Bei den 14- bis 49-Jährigen waren dies 0,21 Millionen und einem schwachen Marktanteil von 5,5 Prozent. Insgesamt waren die Einschaltquoten für Kabel eins sehr enttäuschend.

## Rezeption
Nach der Website Metacritic, erhielt Das Ende „allgemein positive Kritiken“ mit einem Metascore – ein Durchschnitt auf Basis von 31 Kritiken – von 74 von 100 Punkten.

### US-Kritiken
IGNs Chris Carbot vergab mit 10 von 10 Punkten die Höchstwertung, genau wie bei der Pilotepisode, Hinter dem Spiegel, Die Konstante und Die Rückkehr, Teil 2/3. Er beschrieb das Finale als „eine der spannendsten, unterhaltsamsten und zufriedenstellendsten Schlüsse, auf die ich gehofft habe.“ Carbot schrieb außerdem, dass die Diskussion um das Ende wahrscheinlich nie endet: „Lost mag weg sein, aber es wird kaum zu vergessen sein.“
Eric Deggans von der St. Petersburg Times in Florida vergab ebenfalls die höchste Wertung und gab an: "„Die Show am Sonntag war eine emotionale, lustige, meisterhaft wohlüberlegte Erinnerung an das, worauf Lost sich seit den ersten Momenten in der Prime-Time-Fernsehlandschaft konzentrierte: Glaube, Hoffnung, Romantik und die Kraft der Erlösung durch das Vertrauen in das Beste was die Menschheit bewegt.“ Auch Robert Bianco von USA Today bewertete die Episode mit der Höchstpunktzahl: „[Das Finale] hält mit den besten Serienfinals, die jemals produziert wurden, mit.“
Hal Boedeker von Orlando Sentinel beschrieb das Finale als „einen Kracher“. Maureen Ryan vom Chicago Tribune lobte das Finale sehr und schrieb „Die ersten zwei Stunden waren aufregend und emotional fesselnd, besonders als die Gestrandeten in der Sideways-Welt sich an ihre „echten“ Leben zu erinnern begannen. … Doch die letzte halbe Stunde oder so hob das Finale in ein anderes Level. … Der emotionale Teil des Finals funktionierte so gut, dass ich nicht so viel Wert auf das analytische/strukturelle Zeug lege.“ Trotzdem kritisierte sie die übernatürlichen Aspekte der Episode und nannte sie „bestenfalls wackelig“ und „vage unbefriedigend“.
James Poniewozik vom Time Magazin lobte ebenfalls Das Ende und beschrieb es als „voll von Herz und Hingabe.“ Zap2its Ryan McGee nannte die Episode „ein Meisterwerk.“ Jason Hughes von TV Squad schrieb: „Verglichen mit anderen Finals ist Das Ende definitiv eines der zufriedenstellendsten.“ Todd VanDerWerff von der Los Angeles Times empfand, dass die Folge „Charakterergebnisse, auf die wir gewartet haben, liefert. … Das Wichtige … sind nicht die Antworten. Es ist die Aufklärung. Und Lost liefert das in höchstem Maße.“ Drew McWeeny von HitFix lobte ebenfalls das Finale „ganz gleich was ich von gewissen Ideen und Elementen, nicht nur von dieser Staffel, sondern von jeder Staffel halte, denke ich, dass Lost eine der größten, kühnsten und seltsamsten Serien für ein Network zu entwickeln und abzuschließen ist. Die Show existierte auf ihren eigenen verrückten Bedingungen für sechs Jahre, und sie waren sechs der besten Jahre an Fernsehen, die ich jemals genossen habe.“
Entertainment Weeklys Kritiker Jeff „Doc“ Jenson schrieb eine ausführliche zweiteilige Kritik zu Das Ende. Darin lobt er die letzten Momente der Serie und hob die Begegnung von Jack und Christian Shephard hervor. Sie „sprach zu und für jeden Elternteil und jedes Kind, jung oder alt, die auf ein Leben nach dem Tod hoffen, in dem sie ihre Familie wiedersehen können, besonders ihre Eltern und insbesondere wenn sie sich mit zu viel Ungesagtem trennten, zu viel Ungelöstem. Ich weiß, dass einige den Jack/Christian-Moment als rührselig und sentimental sahen. Ich nicht. Ich dachte – und fühlte –, dass der Moment quälend aufrichtig war. Er war direkt und handelte von der sehr realen und sehr beängstigenden Aussicht auf ewige Trennung und Verlust. Ich fühlte und konnte mich mit dem Schmerz, dem Leid und der Sehnsucht von Vater und Sohn identifizieren.“
Es waren jedoch nicht alle Kritiker komplett zufrieden. Alan Sepinwall von The Star-Ledger war weniger begeistert von dem Finale und schrieb; „Ich ringe immer noch mit meinen Gefühlen über Das Ende … Ich dachte das meiste funktionierte sehr gut. … Doch als jemand der zumindest Teile der letzten sechs Jahre auf Fragen die unbeantwortet waren verweilte, – so wie kleine Sache wie die Anleger-Schießerei oder warum die Anderen Dharma in der Macht der Schwan-Station nach der Säuberungsaktion ließen, oder größere wie Walt – Ich kann nicht sagen, dass ich Das Ende völlig zufriedenstellend fand, weder als Abschluss dieser Staffel oder der Serie. … Es gibt erzählerische Sackgassen in jeder Staffel von Lost, doch es ist als ob die sechsten mehr als sonst hatte.“ Mike Hale von der New York Times gab Das Ende eine uneinheitliche Kritik, da die Episode zeigte, dass die Serie „beim großen Ganzen wackelte – dem Organisieren des Durcheinanders vom mythischen-religiösen-philosophischen Material, das unbedingt in die Handlung mit aufgenommen werden musste – aber sehr geschickt bei dem Kleinen, dem Moment-zu-Moment Geschäft des Erzählens einer spannenden Geschichte, war.“
Matthew Gilbert vom Boston Globe fand das Finale ebenfalls durchwachsen: „Die uneinheitliche Episode bot einen Überfluss an emotionaler Auflösung und vager Metaphern, einige waren verlockend (Sawyer und Juliets Wiedersehen, Jack und Desmonds Abschied) und einige waren ganz schön kitschig (der Korken?! das Licht? Locke wird wieder zum Menschen?).“ David Zurawik von der Baltimore Sun schrieb eine besonders negative Kritik: „Wenn dies so eine schlaue und weise Serie ist, nicht zu vergleichen mit irgendwas im Network-Fernsehen (blah, blah, blah), warum dann so ein kümmerliches, unaufrichtiges, quasi-religiöses, weißes-Licht, hab-mich-Lieb-Bär Ende? … Sobald Jack in die Kirche trat sah es aus, als ob er auf eine Hollywood-Filmparty geht, ohne Essen oder Musik – nur ein Haufen von Schauspielern, die idiotisch zehn Minuten grinsen und sich gegenseitig umarmen.“ Max Read von Gawker war ebenfalls besonders vernichtend und nannte das Finale „unglaublich dumm“ und merkte an, dass „es so schlecht wie nur möglich endete“. Mary McNamara von der Los Angeles Times gab der Folge 1½ von fünf Sternen und schrieb, dass viel Fans sich „einen Zeitfehler wünschten, der ihnen die letzten 2,5 Stunden und möglicherweise die letzten sechs Staffeln wiedergibt“. M.L. House von TV Fanatic war „gelangweilt“ und „besonders enttäuscht“ von dem Finale und das der Abschluss der Serie „allumfassend“ war. Auch Peter Mucha vom Philadelphia Inquirer schrieb negativ über das Finale und bezeichnete die Serie „einen der längsten und lahmsten Schwindel des Fernsehens.“ Laura Miller von Salon.com vermutete, dass der Misserfolg des Finals auf die Fangemeinde zurückgeht und nannte die Serie „das exemplarische Beispiel eines Pop-Meisterwerks, ruiniert von seinen eigenen Fans.“

### Internationale Kritiken
Das Serienfinale rief auch Interesse von Beobachtern außerhalb Amerikas hervor. Der BBCs Entertainment Reporter Kev Geoghegan sagte: „Ehrlich, die Serie endete so wie sie nur enden konnte. Es war emotional zufriedenstellend während einige Fragen beantwortet wurden und andere ein Mysterium bleiben. Alles in allem endete die Serie wirklich gut mit einer Art positiv bekräftigenden Aussage.“ Geoghegan kritisierte jedoch den Mangel an Erlösung für den „Mann in Schwarz“ und nannte ihn „einen Mann, der die Einschränkungen seines Lebens auf der Insel sah und sein Schicksal woanders“ und sagte, dass „das Töten von ihm zu einem Verlust des Gleichgewichts auf der Insel führte“ (Gleichgewicht, sowie Gut und Böse, sind immer wiederkehrende Motive während der gesamten Serie).
Shane Hegarty schrieb in der Irish Times, dass es in der finalen Episode „eher um Aufklärung als Enthüllung geht“, gab aber zu, dass die letzte Szene in der alternativen Zeitlinie „irgendwie eine Enttäuschung“ war. Er verglich es mit dem ähnlichen Ende von Ashes to Ashes – Zurück in die 80er und hob es von dem Ende von Die Sopranos ab: „Diese Serie [Die Sopranos] handelte nicht von Mysterien, doch die finale Szene war so undurchschaubar, dass Fans immer noch schielen, um es herauszufinden. Losts Finale war jedoch nicht zu stumpf.“
Michael Deacon vom Daily Telegraph war erleichtert, dass die Handlung der Serie nicht einfach nur ein Traum war. Er war „glückselig überrascht“ von dem „großartigen“ Ende. Dieselbe Zeitung berichtete, dass Kritiker aus den Vereinigten Staaten (außer der von der Chicago Tribune) „enttäuscht“ waren.
Einige Kritiker waren verwirrt über die Bedeutung von Lost. Tim Teeman von der Times verglich es mit einem „globalen Kratzen an Köpfen“ in seiner Kritik. „Die Fragen sind unaufhörlich: es mag gesünder sein, wie ein Onlinefan schrieb, es einfach zu akzeptieren und weiterzumachen.“ Steve Busfield und Richard Vine boten eine etwas nüchterne Erklärung für die verbleibenden Mysterien, als sie im Guardian schrieben: „wenn man auf die Antworten auf andere Mysterien bei Lost aus war, hat man sie wohl nicht gefunden … Lost wird bis in alle Ewigkeit Fans verwirren, aufbringen und begeistern. Oder zumindest bis zum Boxset.“ Der Fernsehkritiker Charlie Brooker schrieb für den Guardian, dass die Handlung der Episode „sinnloser ist als eine Milchhängematte“ und dass die End-Szene in der Kirche „auch eine überhebliche Bausparkassenwerbung hätte sein können“.

### Auszeichnungen
Die Episode wurde in acht Kategorien bei der Primetime-Emmy-Verleihung 2010 nominiert, welches die meisten Emmy-Nominierungen für eine Lost-Episode überhaupt waren. Bei den Creative Arts Emmy Awards gewann Das Ende den Preis für Outstanding Single-Camera Picture Editing for a Drama Series und war nominiert für Outstanding Sound Editing for a Series, Outstanding Sound Mixing for a Comedy or Drama Series, sowie Outstanding Music Composition for a Series (Original Dramatic Score). Bei den Primetime Emmy Awards war die Serie nominiert in den Kategorien Outstanding Lead Actor in a Drama Series (Matthew Fox), Outstanding Guest Actress in a Drama Series (Elizabeth Mitchell), Outstanding Directing for a Drama Series und Outstanding Writing for a Drama Series.